# Ungedanken
Ungedanken ist ein südwestlich gelegener Stadtteil von Fritzlar im  nordhessischen Schwalm-Eder-Kreis

## Geographie und Verkehr
Ungedanken liegt am nordöstlichen Rand des Hessenwalds und am Südufer der Eder. Durch den Ort fließt der Osterbach, der innerhalb des Ortsgebietes, zwischen  Pfarr- und Bahnhofstraße, in Rohre gefasst ist. In Höhe der Hauptstraße nimmt der Osterbach den von Rothhelmshausen kommenden Ruppenbach auf. Nördlich unterhalb des Ortes, nach Kreuzung der Bundesstraße 253 Fritzlar–Bad Wildungen, mündet der Osterbach in die Eder.
Die Bundesstraße 253 verläuft entlang des Nordrands von Ungedanken. Hier gibt es einen Haltepunkt unmittelbar nördlich der B 253 an der Bahnstrecke Wabern–Bad Wildungen. Die Verbindung endet seit 1995 im Bahnhof Bad Wildungen; die Gegenrichtung ist als RB 38 nach Kassel Hauptbahnhof durchgebunden.

## Geschichte

### Ortsgeschichte

Die katholische Dorfkirche

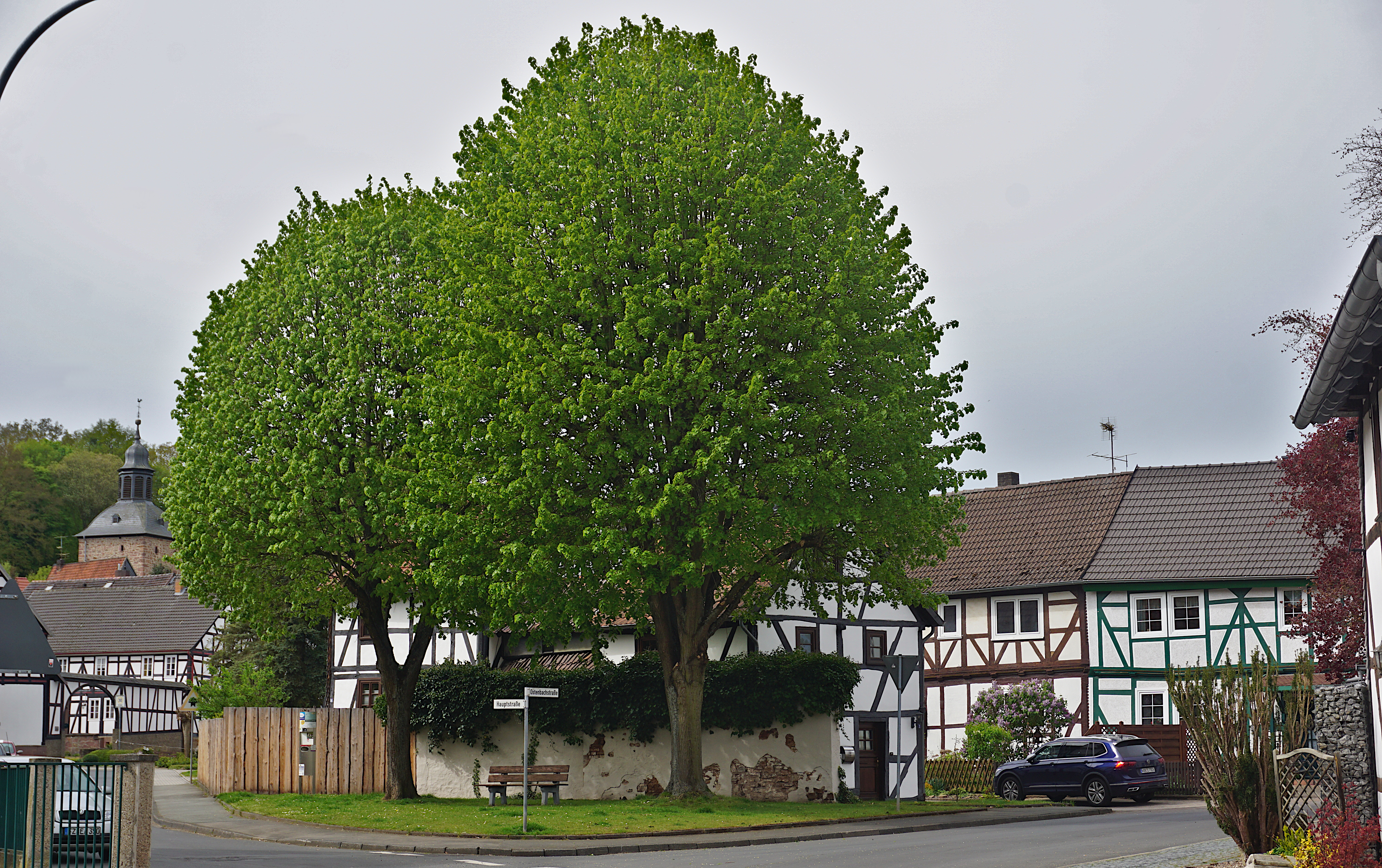
Ortskern von Ungedanken

Im Jahre 1209 ist der Ortsname als „Ungethangen“ erstmals durch den „Codex Adelhardi“ und das Verzeichnis der gesamten Besitzrechte des Fritzlarer St.-Petri-Stifts nachweisbar. Aus diesem Anlass feierte der Ort vom 3. bis 6. September 2009 das 800-jährige Jubiläum seiner Ersterwähnung.
Allerdings war die Gegend, vor allem der zum heutigen Ortsgebiet gehörende Büraberg, bereits lange vor dem 13. Jahrhundert besiedelt. Die ältesten Siedlungsspuren werden in die Altsteinzeit datiert.
Ungedanken gehörte zu Kurmainz und blieb zusammen mit Fritzlar und dem Nachbardorf Rothhelmshausen auch nach der Reformation bei diesem und somit katholisch, während die gesamte zur Landgrafschaft Hessen bzw. zur Grafschaft Waldeck gehörende Umgebung nach der Homberger Synode 1526 protestantisch wurde.
Nach der Auflösung des Kurfürstentums Mainz 1803 wurden Fritzlar, Ungedanken und Rothhelmshausen Bestandteile des neugeschaffenen Titularfürstentums Fritzlar, das an den Landgrafen und Kurfürsten von Hessen-Kassel kam. 1866 fiel der Ort mit Hessen-Kassel an Preußen. Seit der Auflösung Preußens nach dem Zweiten Weltkrieg gehört Ungedanken zum Bundesland Hessen.
Zum 31. Dezember 1971 wurde die bis dahin selbständige Gemeinde Ungedanken im Zuge der Gebietsreform in Hessen auf freiwilliger Basis in die Stadt Fritzlar eingemeindet. Für Ungedanken wurde, wie für die übrigen Stadtteile, ein Ortsbezirk mit Ortsbeirat und Ortsvorsteher nach der Hessischen Gemeindeordnung eingerichtet.

### Jüdische Gemeinde

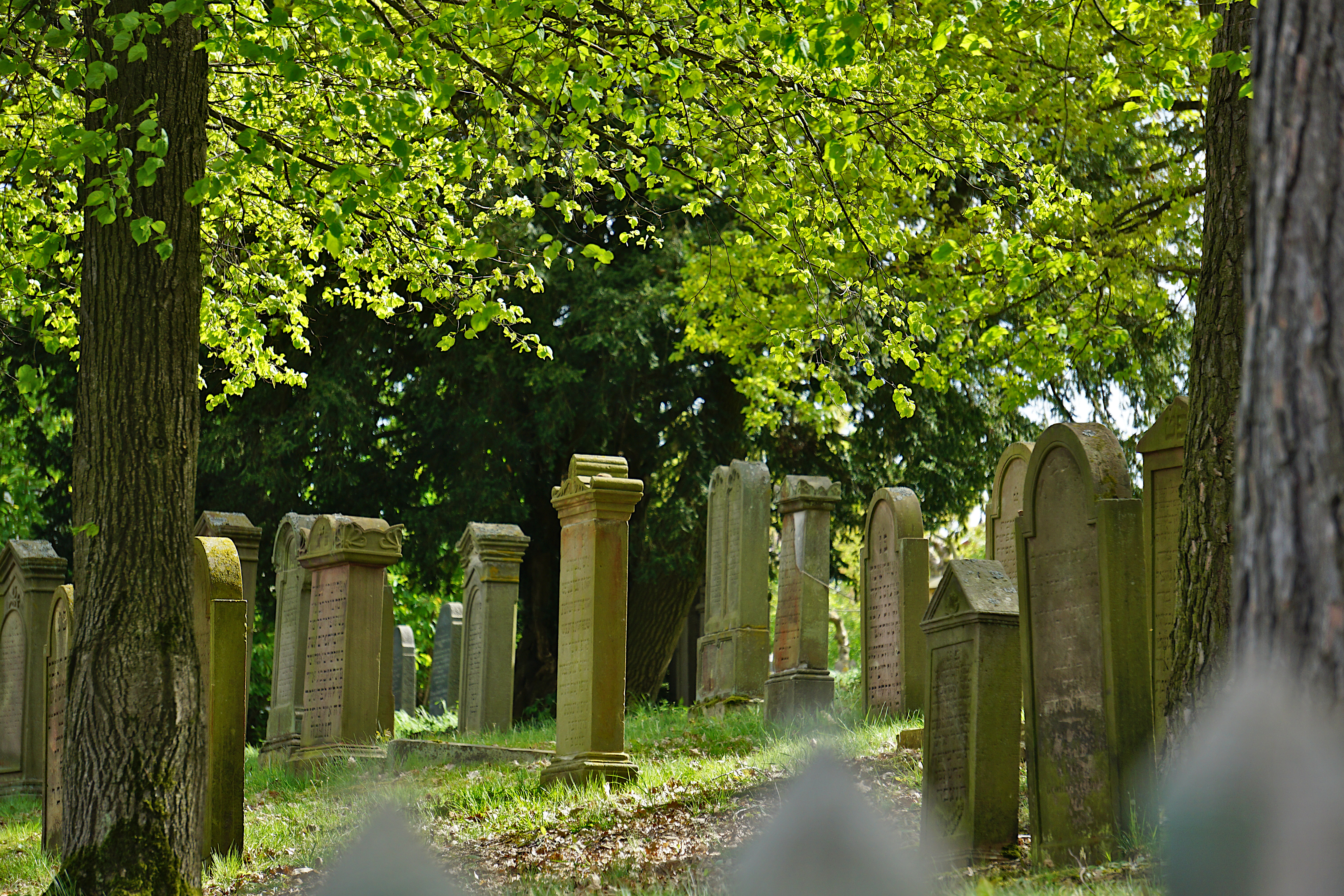
Mazzevōt auf dem jüdischen Friedhof

Anfang des 17. Jahrhunderts ließen sich die ersten Juden, die vermutlich Flüchtlinge aus Polen waren, in Ungedanken nieder. Von hier aus konnten sie in der unmittelbar benachbarten Grafschaft Waldeck, in der sich Juden von Sonnenuntergang bis Sonnenaufgang nicht aufhalten durften, Handel treiben. Ab 1864 wird von der Existenz einer eigenen Synagoge, deren Baukosten sich auf 6000 Taler beliefen, und einer Elementarschule mit 45 bis 50 Schülern berichtet. Gegen Ende des 19. und zu Anfang des 20. Jahrhunderts schrumpfte die Gemeinde durch Auswanderung und Umzug, vor allem nach Fritzlar, erheblich, so dass 1915 nur noch zwei jüdische Familien im Dorf zu finden waren. Bereits 1901 erfolgte die Auflösung der Schule. Das Gebäude der Synagoge wurde im August 1937 an eine nichtjüdische Familie verkauft, die es zu einem Wohnhaus umbaute; das inzwischen durch Umbauten stark veränderte Gebäude ist als Wohnhaus erhalten. Auch der ca. 28 Ar große Friedhof zeugt noch von der Niederlassung jüdischer Familien in Ungedanken.

## Bevölkerung
Einwohnerstruktur 2011
Nach den Erhebungen des Zensus 2011 lebten am Stichtag dem 9. Mai 2011 in Ungedanken 876 Einwohner. Darunter waren 15 (1,7 %) Ausländer.
Nach dem Lebensalter waren 144 Einwohner unter 18 Jahren, 372 zwischen 18 und 49, 198 zwischen 50 und 64 und 165 Einwohner waren älter.
Die Einwohner lebten in 393 Haushalten. Davon waren 108 Singlehaushalte, 129 Paare ohne Kinder und 1058 Paare mit Kindern, sowie 45 Alleinerziehende und 6 Wohngemeinschaften. In 72 Haushalten lebten ausschließlich Senioren und in 267 Haushaltungen lebten keine Senioren.
Einwohnerentwicklung
| Ungedanken: Einwohnerzahlen von 1818 bis 2020 | Ungedanken: Einwohnerzahlen von 1818 bis 2020 | Ungedanken: Einwohnerzahlen von 1818 bis 2020 | Ungedanken: Einwohnerzahlen von 1818 bis 2020 | Ungedanken: Einwohnerzahlen von 1818 bis 2020 |
| --- | --------------------------------------------- | --------------------------------------------- | --------------------------------------------- | --------------------------------------------- |
| Jahr |                                               |                                               |                                               | Einwohner                                     |
| 1818 | 1818                                          |                                               | 198                                           | 198                                           |
| 1826 | 1826                                          |                                               | 198                                           | 198                                           |
| 1834 | 1834                                          |                                               | 300                                           | 300                                           |
| 1840 | 1840                                          |                                               | 307                                           | 307                                           |
| 1846 | 1846                                          |                                               | 326                                           | 326                                           |
| 1852 | 1852                                          |                                               | 335                                           | 335                                           |
| 1858 | 1858                                          |                                               | 358                                           | 358                                           |
| 1864 | 1864                                          |                                               | 375                                           | 375                                           |
| 1871 | 1871                                          |                                               | 353                                           | 353                                           |
| 1875 | 1875                                          |                                               | 347                                           | 347                                           |
| 1885 | 1885                                          |                                               | 347                                           | 347                                           |
| 1895 | 1895                                          |                                               | 281                                           | 281                                           |
| 1905 | 1905                                          |                                               | 298                                           | 298                                           |
| 1910 | 1910                                          |                                               | 320                                           | 320                                           |
| 1925 | 1925                                          |                                               | 370                                           | 370                                           |
| 1939 | 1939                                          |                                               | 403                                           | 403                                           |
| 1946 | 1946                                          |                                               | 535                                           | 535                                           |
| 1950 | 1950                                          |                                               | 573                                           | 573                                           |
| 1956 | 1956                                          |                                               | 561                                           | 561                                           |
| 1961 | 1961                                          |                                               | 592                                           | 592                                           |
| 1967 | 1967                                          |                                               | 702                                           | 702                                           |
| 1980 | 1980                                          |                                               | ?                                             | ?                                             |
| 1990 | 1990                                          |                                               | ?                                             | ?                                             |
| 2000 | 2000                                          |                                               | ?                                             | ?                                             |
| 2011 | 2011                                          |                                               | 976                                           | 976                                           |
| 2015 | 2015                                          |                                               | 854                                           | 854                                           |
| 2020 | 2020                                          |                                               | 875                                           | 875                                           |
| Datenquelle: Historisches Gemeindeverzeichnis für Hessen: Die Bevölkerung der Gemeinden 1834 bis 1967. Wiesbaden: Hessisches Statistisches Landesamt, 1968. Weitere Quellen: LAGIS; Stadt Fritzlar; Zensus 2011 |                                               |                                               |                                               |                                               |

Historische Religionszugehörigkeit
| Quelle: Historisches Ortslexikon |                                                                                                  |
| • 1861:                          | drei evangelisch-reformierte, 12 evangelisch-lutherische, 283 katholische, 74 jüdische Einwohner |
| • 1885:                          | 32 evangelische (= 9,22 %), 265 katholische (= 76,37 %), 50 jüdische (= 14,41 %) Einwohner       |
| • 1961:                          | 112 evangelische (= 18,92 %), 480 katholische (= 81,08 %) Einwohner                              |

Historische Erwerbstätigkeit
| • 1961 | Erwerbspersonen: 73 Land- und Forstwirtschaft, 119 Produzierendes Gewerbe, 44 Handel und Verkehr, 37 Dienstleistungen und Sonstiges |

## Politik
Der Ortsbeirat besteht aus sieben Mitgliedern. Bei der Kommunalwahl 2021 betrug die Wahlbeteiligung zum Ortsbeirat 61,19 %. Alle derzeitigen Mitglieder gehören der Liste „Unabhängige Wählergemeinschaft Ungedanken“ an. Der Ortsbeirat wählte Paul Eimer zum Ortsvorsteher.